# Wenlafaksyna
Wenlafaksyna – wielofunkcyjny organiczny związek chemiczny stosowany jako lek przeciwdepresyjny z grupy inhibitorów wychwytu zwrotnego noradrenaliny i serotoniny (SNRI). Stosowany w leczeniu zaburzeń depresyjnych, zespołu lęku uogólnionego, zespołu lęku napadowego oraz fobii społecznej. Może być użyty w leczeniu przewlekłego bólu. Jest zażywany doustnie.

## Wskazania
- zaburzenia depresyjne
- zespół lęku uogólnionego
- zespół lęku napadowego
- fobia społeczna[4]

## Mechanizm działania
Działanie wenlafaksyny polega na hamowaniu transportera serotoniny (SERT) i transportera noradrenaliny (NET). Powoduje to zwiększenie przekaźnictwa serotoninergicznego i noradrenergicznego w mózgu. Działanie na transporter serotoniny wywiera w całym zakresie dawek; powyżej 75 mg (u niektórych pacjentów w jeszcze większych dawkach) wywiera działanie na transporter noradrenaliny. W bardzo wysokich dawkach (powyżej 375 mg) może dodatkowo hamować wychwyt zwrotny dopaminy.

## Farmakokinetyka i metabolizm
Lek dobrze wchłania się z układu pokarmowego, spożywane posiłki nie mają wpływu na wchłanianie się oraz maksymalne stężenie leku. Stężenie maksymalne w osoczu następuje po upływie około 2 do 4 godziny. Biologiczny okres półtrwania wenlafaksyny wynosi około 5 godzin. Dostępność biologiczna wynosi 45%. Wenlafaksyna jest metabolizowana w wątrobie przy udziale izoenzymów cytochromu P450. Jej głównym metabolitem jest deswenlafaksyna (O-demetylowenlafaksyna), która także wywiera działanie przeciwdepresyjne. Okres półtrwania O-demetylowenlafaksyny wynosi około 11 godzin. Wenlafaksyna oraz jej metabolity wydalane są przez nerki.

## Działania niepożądane
Działania niepożądane występują najczęściej na początku leczenia, następnie ustępują samoistnie. Możliwe działania niepożądane zazwyczaj związane są z przyjmowaniem leku w większych dawkach.
Najczęściej występujące działania niepożądane (występujące u przynajmniej 1% pacjentów):
- osłabienie, zmęczenie, ziewanie
- nadciśnienie, zwiększenie ilości cholesterolu we krwi
- zmniejszony apetyt, spadek masy ciała
- pocenie się, poty nocne
- niezwykłe sny, zmniejszenie popędu płciowego, zawroty głowy, bezsenność, nerwowość
- zaburzenia wytrysku, erekcji oraz orgazmu (u mężczyzn).

Podczas odstawiania leku często występuje zespół dyskontynuacji. Wielu pacjentów w okresie odstawienia doświadcza efektu zwanego „brain zap” lub „brain shivers”. Jest to odczucie porównywalne do krótkich, nieprzyjemnych impulsów elektrycznych przebiegających przez mózg, pojawiających się co kilka sekund. Objaw ustępuje po około trzech tygodniach. Jego przyczyna nie jest znana.

## Przedawkowanie
Stosuje się leczenie objawowe, wskazane jest zastosowanie węgla aktywowanego, wywołanie wymiotów lub płukanie żołądka.
Najczęstsze objawy przedawkowania to zaburzenia w EKG, zwolnienie czynności serca, tachykardia, zaburzenia świadomości (od senności do śpiączki włącznie), drgawki. Powyższe objawy ustępują samoistnie.

## Interakcje
Leku nie wolno stosować w połączeniu z inhibitorami MAO (np. moklobemid, fenelzyna), istnieje ryzyko wystąpienia zespołu serotoninowego. Lek można przyjąć po 2 tygodniach od odstawienia inhibitorów MAO.

## Dawkowanie
Lek w postaci standardowej przyjmuje się w dawkach podzielonych w zależności od przepisu lekarza, natomiast formę o przedłużonym uwalnianiu podaje się w stałych porach raz na dobę. Dobowa dawka maksymalna wynosi 225 mg w przypadku fobii społecznej oraz 375 mg w przypadku epizodu dużej depresji.

## Preparaty handlowe
Alventa, Axyven, Efectin ER, Efevelon SR, Faxigen XL, Faxolet ER, Lafactin, Oriven, Prefaxine, Symfaxin ER, Velafax, Velafax XL, Velaxin ER, Venlafaxine Bluefish XL, Venlectine.